# Варга-Нярылькы
Варга-Нярылькы (устар. Воргэ-Нярыль-Кы) — река в России, протекает по территории Ямало-Ненецкого АО. Устье реки находится в 91 км по правому берегу реки Тэкоделькы. Длина реки составляет 18 км. В 2 км от устья, по правому берегу реки впадает река Кыпа-Нярылькы.

## Данные водного реестра
По данным государственного водного реестра России относится к Нижнеобскому бассейновому округу, водохозяйственный участок реки — Таз. Речной бассейн реки — Таз.
Код объекта в государственном водном реестре — 15050000112115300068056.